# Петрень (Хунедоара)
Петрень, Петрені (рум. Petreni) — село у повіті Хунедоара в Румунії. Входить до складу комуни Беча.
Село розташоване на відстані 284 км на північний захід від Бухареста, 12 км на південний схід від Деви, 118 км на південь від Клуж-Напоки, 139 км на схід від Тімішоари.

## Населення
За даними перепису населення 2002 року у селі проживали 279 осіб. Рідною мовою 278 осіб (99,6%) назвали румунську.
Національний склад населення села:
| Національність | Кількість осіб | Відсоток |
| -------------- | -------------- | -------- |
| румуни         | 271            | 97,1%    |
| угорці         | 6              | 2,2%     |